# تلچکا (روستا)
تلچکا (به صربی: Telečka) یک منطقهٔ مسکونی در صربستان است که در Sombor District واقع شده‌است. تلچکا ۲٬۰۸۴ نفر جمعیت دارد.